# Chiến xa trong lịch sử Trung Hoa cổ đại
Chiến xa Trung Hoa cổ đại (tiếng Trung: 战车; bính âm: zhànche; hán việt: chiến xa) được sử dụng như là một loại phương tiện để tấn công và truy kích kẻ địch trên các cánh đồng ở vùng đồng bằng rộng lớn ở Trung Quốc thời cổ đại trong khoảng năm 1200 TCN. Các chiến xa cũng được các chỉ huy quân đội sử dụng như một cái bục di động để điều khiển các đoàn quân, trong khi chiến xa được bố trí thêm các cung thủ và các binh sĩ cầm kích để tăng tính cơ động. Chúng có tầm quan trọng đạt đến đỉnh cao vào thời Xuân Thu, nhưng sau đó dần bị thay thế một cách rộng rãi bởi kỵ binh vào thời Hán.

## Lịch sử

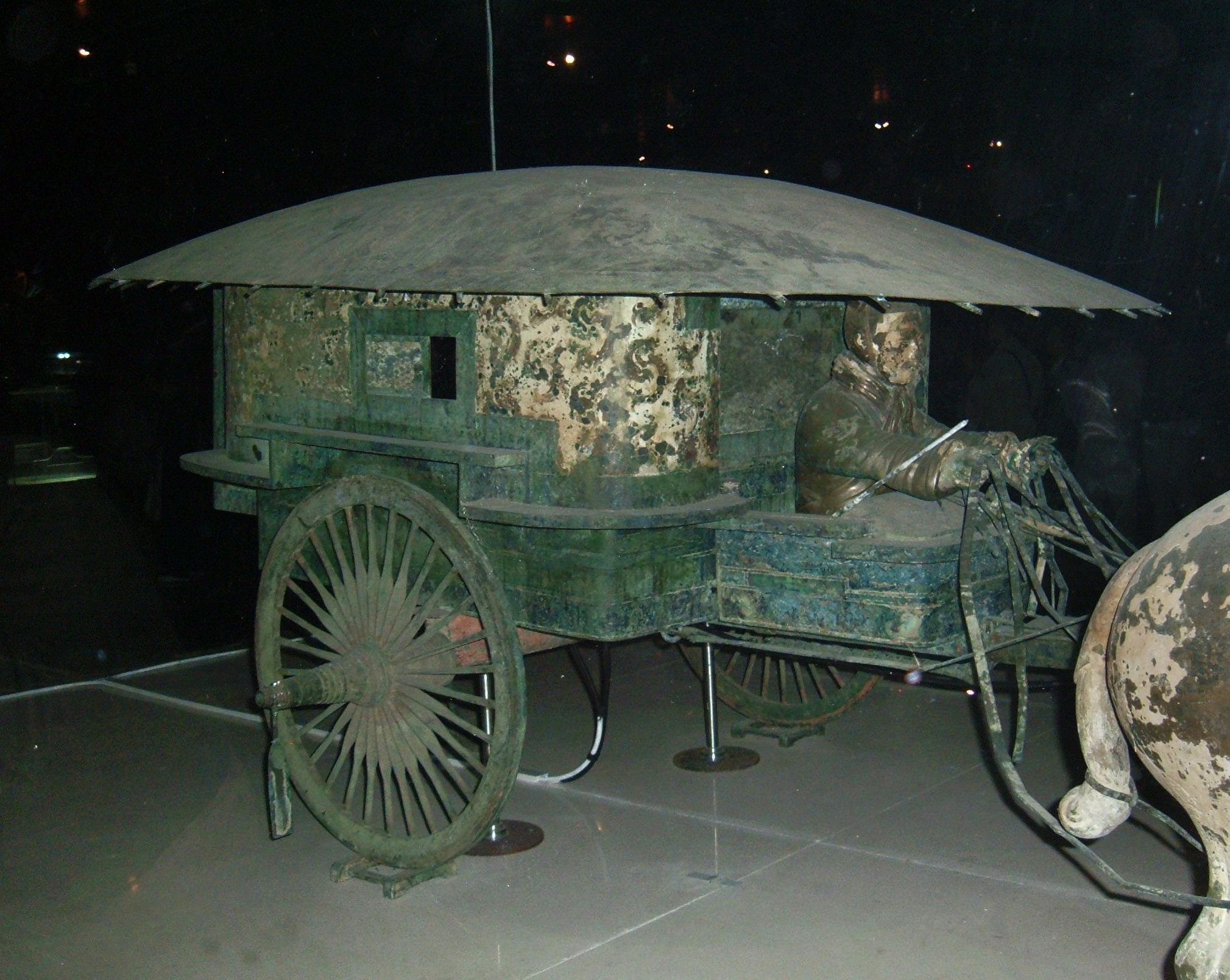
Tượng cỗ xe ngựa tứ mã được Tần Thủy Hoàng chuyên dùng trong lăng mộ.

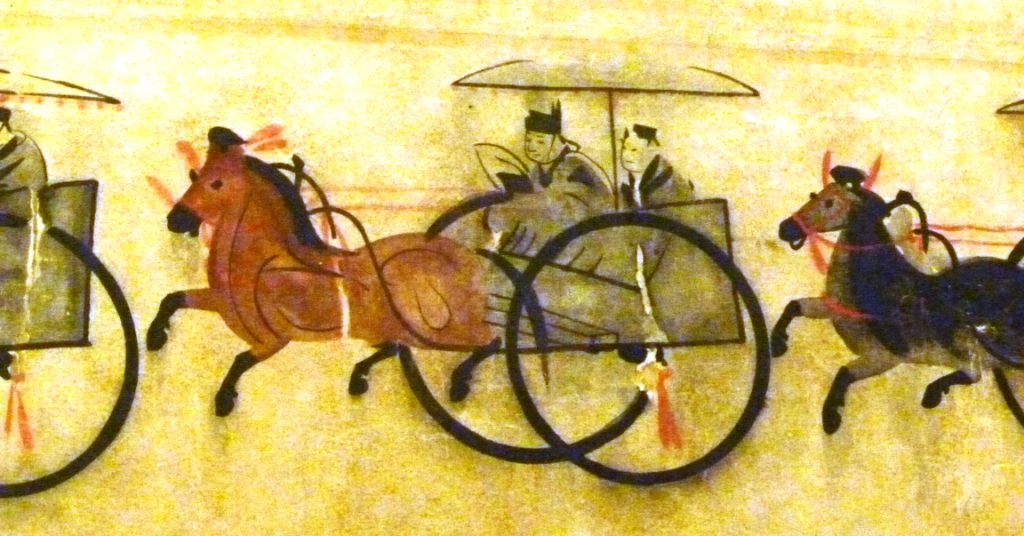
Địa chủ trên xe ngựa (Đông Hán, 25–220 CN, An Bình, Hà Bắc)

Các tư liệu cổ cho biết chiến xa được phát minh bởi quan đại thần nhà Hạ là Vũ Trung (奚仲) và cho rằng chúng được sử dụng trong trận Đất Cam (甘之战) vào thế kỷ 21 TCN. Tuy vậy, các bằng chứng khảo cổ cho thấy một số lượng nhỏ các chiến xa bắt đầu được sử dụng vào khoảng năm 1200 TCN ở cuối thời nhà Thương. Điều này chứng thực sự lan truyền vật chất của phát minh từ thảo nguyên Á - Âu sang phương Tây, bởi người Proto - Ấn - Âu (có khả năng là người Tochari), những người tương tự đã sản xuất công nghệ sản xuất ngựa, nông nghiệp và mật ong qua bồn địa Tarim vào Trung Quốc. Các Giáp cốt văn mô tả chữ "xa" (車) là một chiếc xe ngựa hai bánh với một cây sào để buộc ngựa.

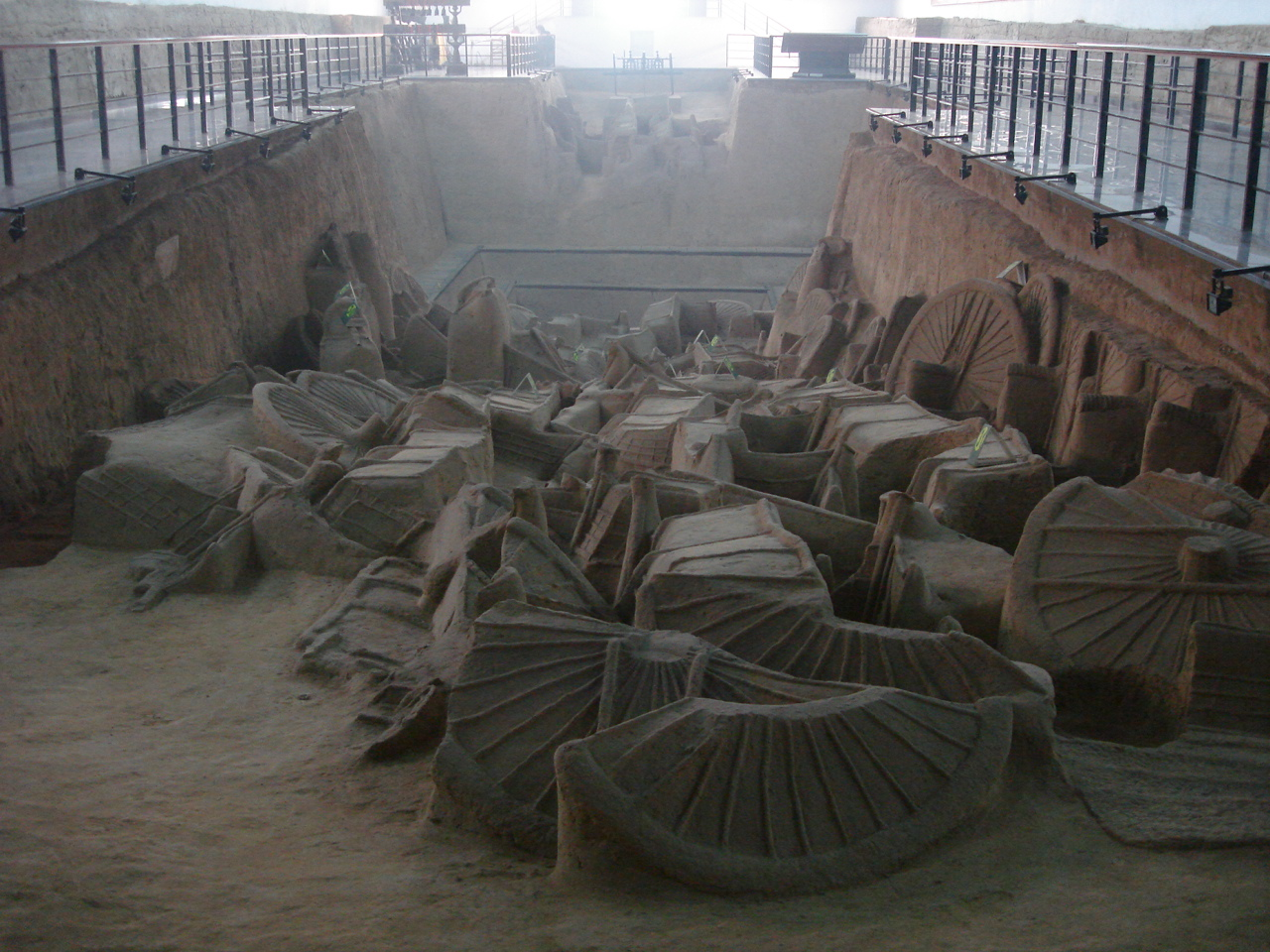
Hố chôn chiến xa thời Chiến quốc

Chiến xa đạt đến đỉnh cao và vẫn là một vũ khí mạnh mẽ cho đến khi kết thúc Thời kỳ Chiến quốc (475 TCN-221 TCN) khi việc sử dụng nỏ được tăng cường, bộ binh được tập trung, việc áp dụng các đơn vị kỵ binh tiêu chuẩn và thích nghi với kỵ binh du mục (kỵ binh bắn cung) thay thế vai trò của chiến xa. Những chiếc xe ngựa tiếp tục làm xe chỉ huy cho các tướng lĩnh trong triều đại nhà Tần và nhà Hán trong khi những cỗ chiến xa bọc thép cũng được nhà Hán sử dụng để chống lại Liên minh Hung Nô trong Chiến tranh Hán - Hung Nô, đặc biệt là trong Trận Mạc Bắc năm 119 SCN. Đội quân của tướng Vệ Thanh, khởi hành từ Đinh Hương, đã chạm trán với đội quân 80.000 kỵ binh của Hung Nô. Vệ Thanh đã ra lệnh cho đội quân của mình sắp xếp những cỗ chiến xa bọc thép hạng nặng theo một đội hình vòng tròn, tạo ra những pháo đài di động.
Với những thay đổi về bản chất của chiến tranh, cũng như sự sẵn có ngày càng tăng của các giống ngựa lớn hơn, trong triều đại nhà Tần và nhà Hán (221 TCN - 220 SCN), chiến xa đã được thay thế bằng kỵ binh và bộ binh, và cỗ xe một trục trở nên ít quan trọng hơn. Tại thời điểm này, chiến xa trục đôi đã phát triển như một phương tiện vận chuyển nhẹ và dễ điều khiển. Trong thời Đông Hán (25-220 SCN) và sau đó trong thời kỳ Tam Quốc (220-280 SCN), chiến xa trục đôi là hình thức chiếm ưu thế. Sự thay đổi này được nhìn thấy trong vô số các tác phẩm chạm khắc đá thời nhà Hán và trong nhiều mô hình lăng mộ bằng gốm. Theo thời gian, khi xã hội phát triển, cỗ xe đầu thời kỳ tiền Tần dần biến mất.

## Cấu trúc

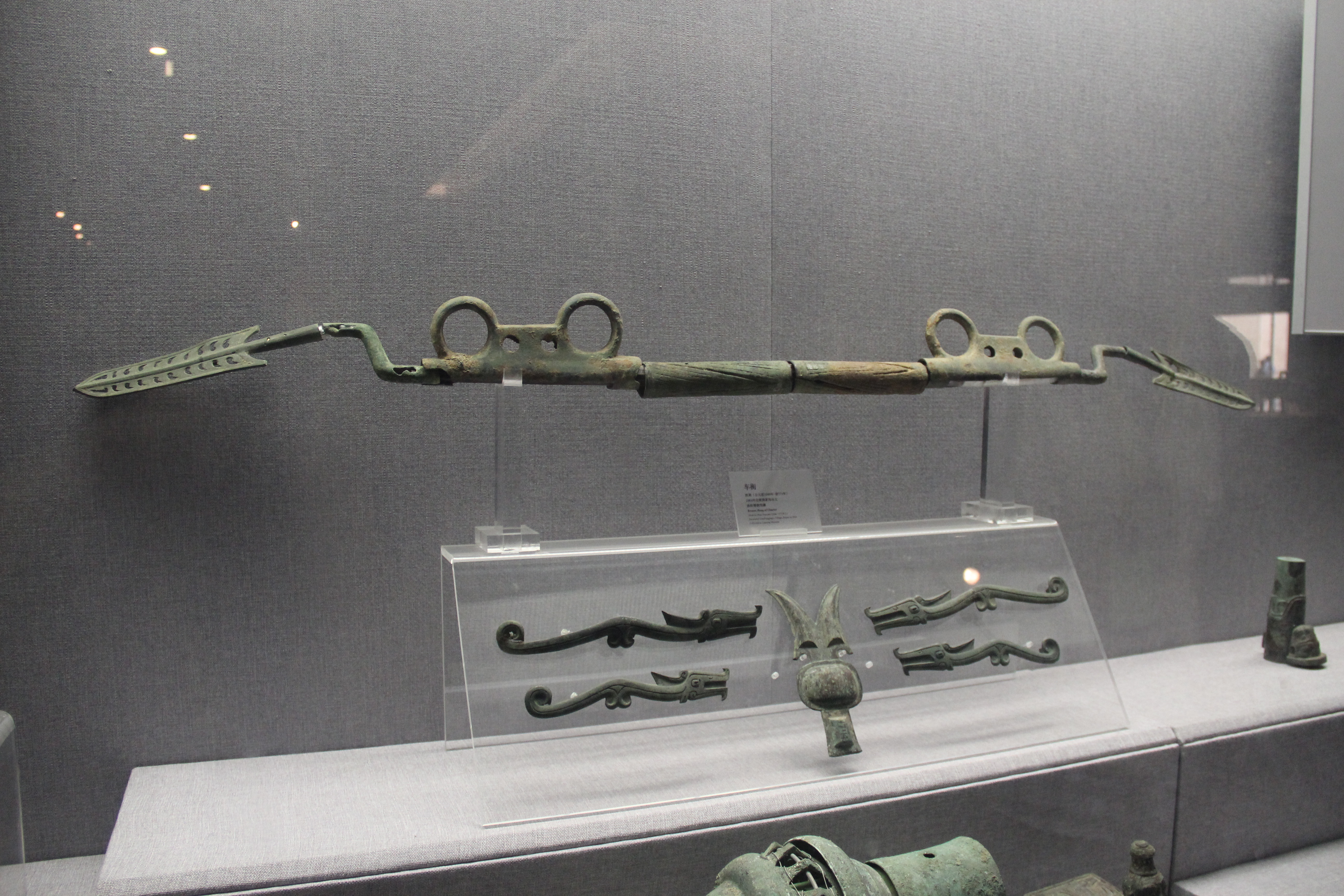
Bộ phận điều khiển xe

Chiến xa ở Trung Quốc thường có 2 bánh xe và được kéo bởi 2 hay bốn con ngựa với một cái trục có độ dài khoảng 3m lúc đầu thường thẳng nhưng về sau cong ở hai đầu. Ở đầu trục có một thanh ngang dài khoảng 1m có treo hai cái ách gỗ để buộc ngựa lại. Các bánh xe gỗ thường có chiều dài từ 1.2 - 1.4m được gắn vào trục dài 3 m (9.8 ft) và được bảo vệ bởi một chốt trục bằng đồng. Bánh xe ở thời nhà Thương có 18 nan hoa, trong khi thời nhà Chu lại có số lượng từ 18 đến 26. Thân chiến xa dài 1m và rộng 0.8m có vách gỗ và có cửa mở phía sau để quân lính leo vào.
Đến thời Xuân Thu (771 - 476 TCN) đã có những sự phát triển về thiết kế và cấu trúc của chiến xa. Góc của trục dài được nâng lên ở đầu xe nhằm làm giảm lực kéo của ngựa và tăng tốc độ của xe. Chiều rộng của thân xe cũng tăng lên khoảng 1.5m cho phép binh sĩ tự do hơn khi di chuyển. Các thành phần chính như cột, chốt bánh xe và ách được gia cố bằng các vật đúc bằng đồng được trang trí, làm tăng sự ổn định và độ bền của cỗ xe. Những chiếc chiến xa này thường được gọi là "chiến xa vàng" (金车), "chiến xa tấn công" (攻车) hay "chiến xa vũ trang" (戎车).
Chiến xa của Trung Quốc, giống như những kiểu chiến xa ở vùng Á - Âu, đều có những đặc trưng về tính năng với tốc độ cao bởi sự kết hợp giữa thiết kế nhẹ, cùng với việc sử dụng hệ thống ngựa kéo - những con vật với tốc độ cao có sẵn trong tự nhiên.

## Kíp lái và vũ khí

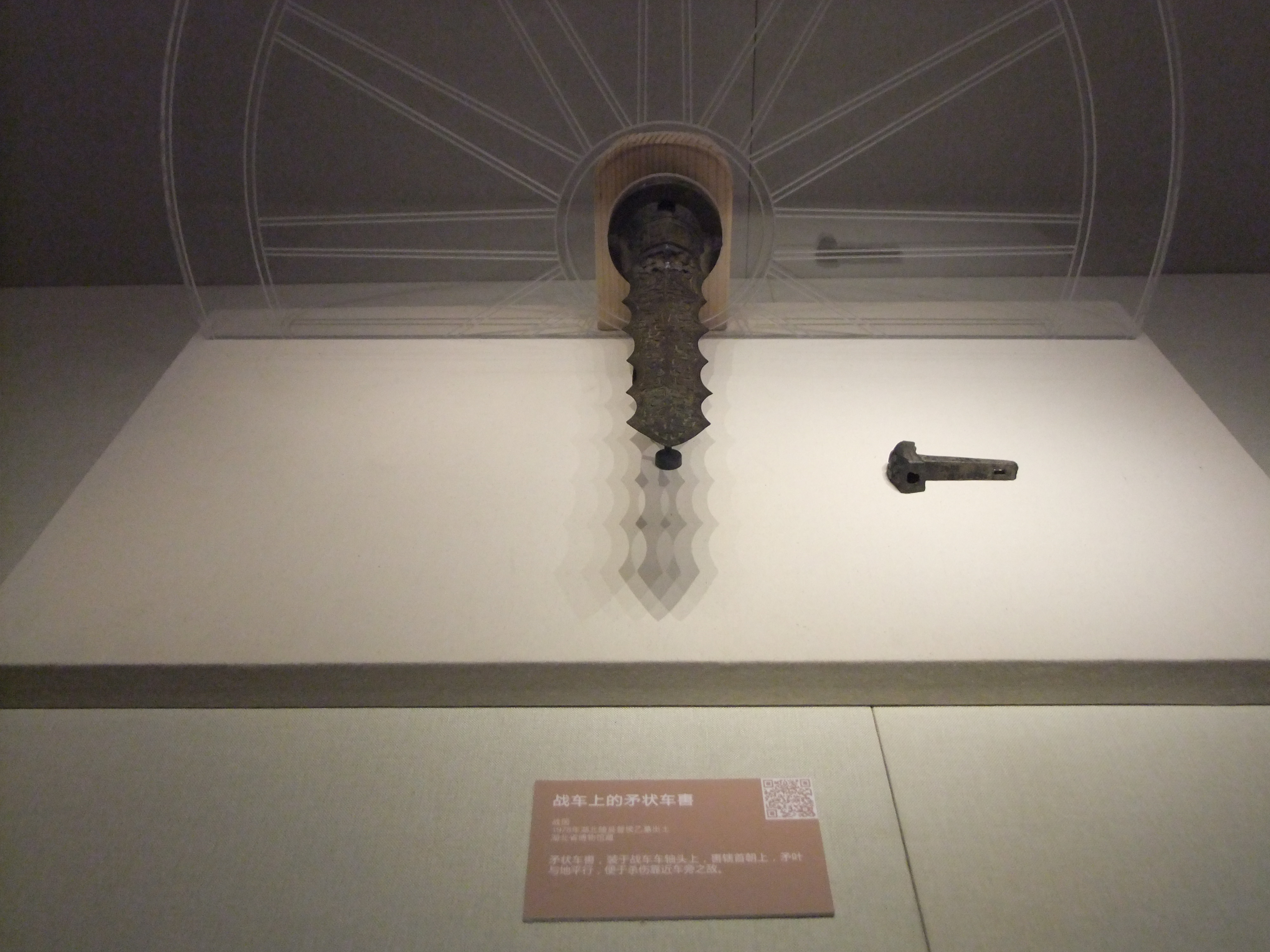
Chốt trục xe kiểu lưỡi giáo của Trung Quốc, bảo tàng tỉnh Hồ Bắc
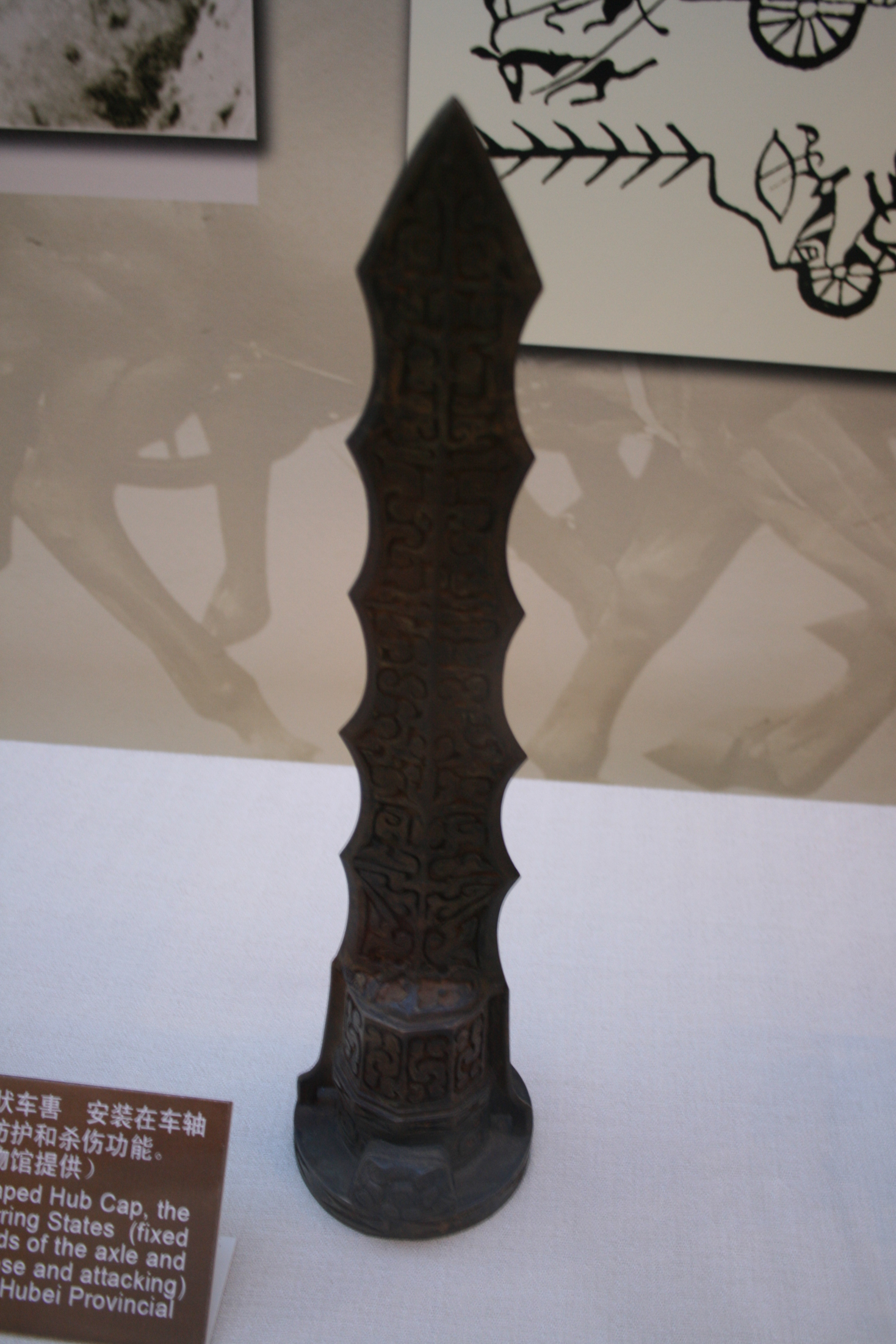
Trục xe ngựa có bánh răng cưa
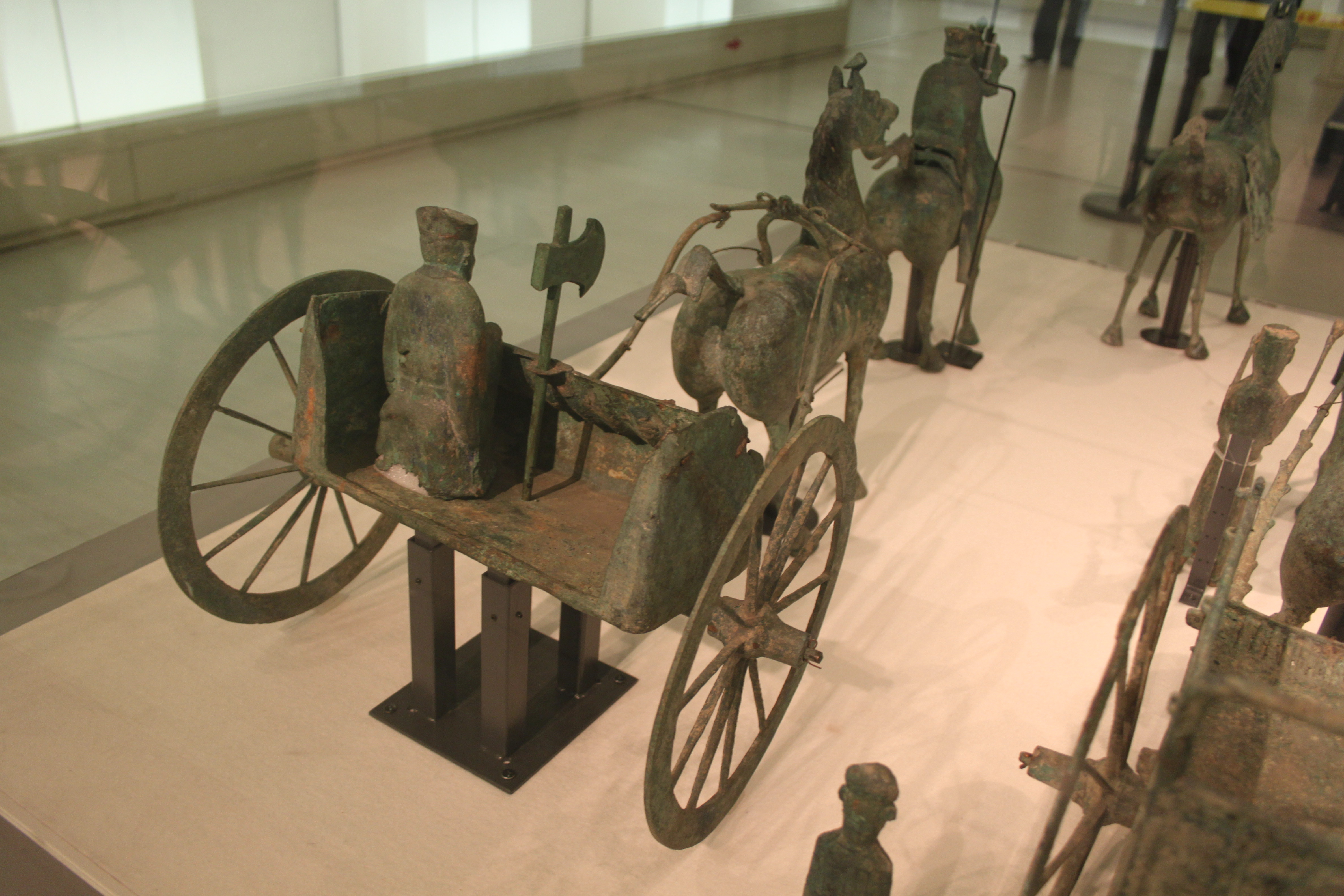
Tượng đồng mô phỏng chiến xa trang bị rìu thời Nhà Hán
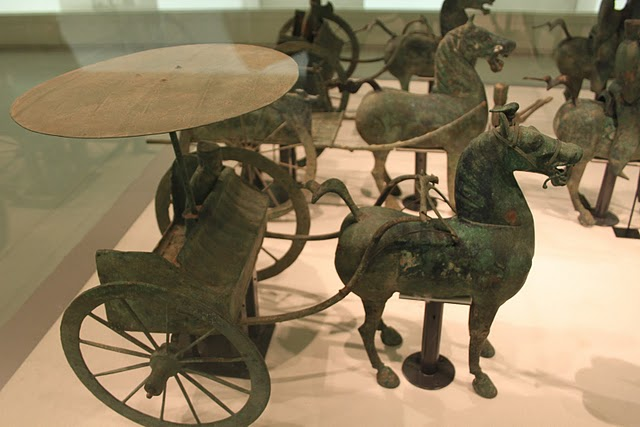
Chiến xa thời Nhà Hán

Thường thì một chiến xa chở theo 3 binh sĩ với 3 nhiệm vụ khác nhau: người đánh xe (御者) có nhiệm vụ điều khiển xe, cung thủ (射) (thỉnh thoảng có các cung thủ liên hợp (多射)) có nhiệm vụ tấn công tầm xa, binh sĩ cầm kích có nhiệm vụ tấn công tầm gần. Các vũ khí trên chiến xa đều bao gồm vũ khí tấn công tầm gần và tầm xa.
Cải tiến quan trọng nhất về vũ khí tấn công tầm gần của chiến xa là qua (戈) - một loại vũ khí dài 3m với lưỡi dài, được dùng để móc và bổ quân địch. Vào thời Xuân Thu qua được thay thế bởi kích (戟), một loại vũ khí có lưỡi dài kết hợp giữa qua và phủ vừa có thể móc và đâm đối phương.
Các chỉ huy chiến xa thường dùng giáo đồng để đâm kẻ thù trong trường hợp đối phương nhảy lên thành xe. Những người lính ở ngoài thường mặc áo giáp da và mang theo giáo đồng cùng một chiếc thuẫn (盾) bọc da hay đồng. Cung thủ của chiến xa thường dùng cung (弓) hoặc nỏ (弩) để tấn công tầm xa. Ngựa của chiến xa được mang giáp kể từ thời Xuân Thu để bảo vệ chúng khỏi thương tích. Khi không được dùng trong các trận chiến, chiến xa thường được sử dụng làm phương tiện vận tải.

## Triển khai chiến đấu

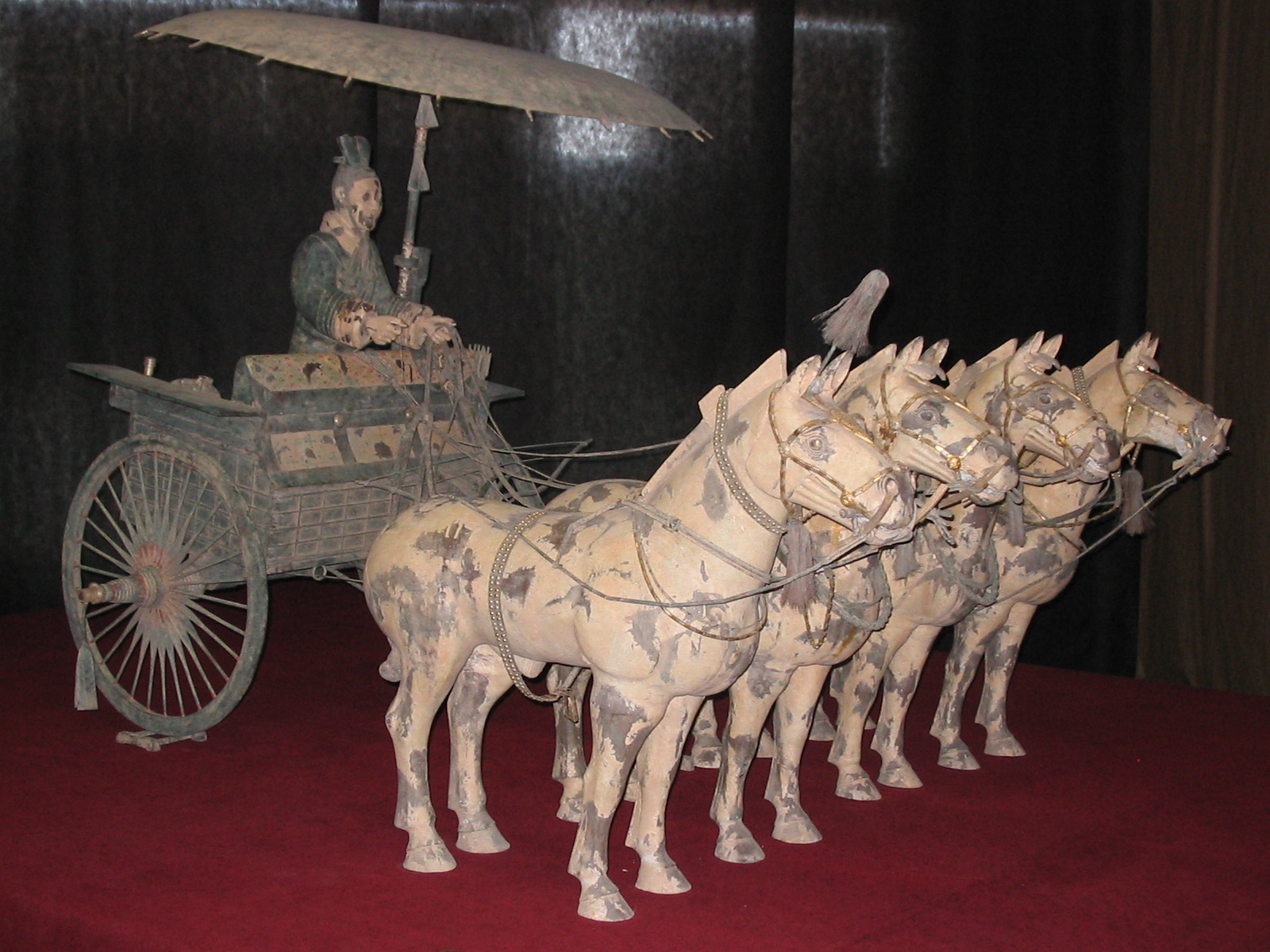
Tượng chiến xa tứ mã trong lăng mộ Tần Thủy Hoàng (Bản mẫu:IIIe siècle av. J.-C.)

Chiến xa là một phương tiện quân sự lớn kém linh hoạt vì vậy nó không hiệu quả khi chiến đấu đơn lẻ. Thường thì các chỉ huy sẽ được cung cấp một số lượng lính bộ binh (徒卒) để phối hợp trong chiến đấu. Suốt thời Tây Chu, 10 người lính thường được phân bố cùng 1 chiến xa với 5 người trong số họ cưỡi trên chiến xa và 10 người này tạo thành một "đội" (隊), 5 đội tạo thành một "chính thiên" (正偏), 4 "chính thiên" tạo thành một "sư" (师) và 5 "sư" tạo thành một "quân" (军). Trong thời Xuân Thu chiến xa trở thành vũ khí chính trong các trận chiến. Cùng với sự tăng cường tiềm lực quân sự của mỗi nước, tỷ lệ chiến xa trên tổng số binh sĩ cũng giảm cùng với số lượng người được phân bổ cho mỗi chiến xa tăng lên bảy mươi. Sự thay đổi này về cơ bản đã thay đổi các nguyên tắc cơ bản của chiến tranh.

## Bố trí chiến đấu và chiến thuật

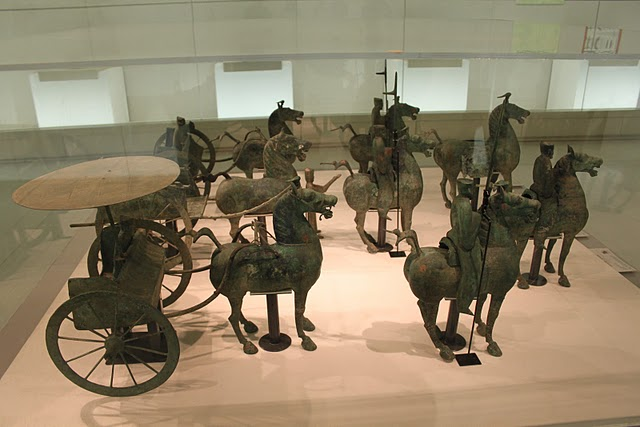
Tượng đồng mô phỏng đội hình chiến xa thời Nhà Hán

Ở Trung Hoa cổ đại, chiến xa thường được sử dụng trong vai trò vũ khí chính từ thời nhà Thương cho đến đầu nhà Hán (1200 - 200 TCN), sau khi được thay thế bởi kỵ binh, chiến xa trở lại làm vũ khí phụ chuyên hỗ trợ. Trong hơn một thiên niên kỷ, mỗi người lính trên chiến xa đã sử dụng các chiến thuật chiến đấu cụ thể cần thiết cho phương tiện này. Chiến đấu dựa trên chiến xa thường diễn ra trong không gian rộng lớn. Khi hai bên giao chiến, trước tiên họ sẽ bắn tên hoặc nỏ, hy vọng rằng thông qua số lượng vượt trội, họ sẽ gây ra sự rối loạn và nhầm lẫn trong hàng ngũ kẻ thù. Khi hai bên áp sát nhau, họ sẽ ở cách nhau khoảng bốn mét để tránh kích dài 3 m (9,8 ft) của đối phương tấn công. Chỉ khi hai cỗ chiến xa đến gần hơn thì một cuộc chiến thực sự mới xảy ra.

Chỉ với khoảng cách 3m, với bộ binh đi kèm cả hai bên, chiến xa rất linh hoạt như một cỗ máy chiến đấu và khó quay đầu. Cùng với điều này là những hạn chế trong việc sử dụng vũ khí với các đối thủ nắm bắt cơ hội nhất thời để giành chiến thắng hoặc bao vậy đối phương bằng thế gọng kìm. Những chiến thuật này đòi hỏi phải chiến đấu trong đội hình chặt chẽ với kỷ luật và kiểm soát quân sự tốt. Khi thời Xuân Thu bắt đầu, người ta chú ý nhiều hơn đến đội hình quân đội theo loại hình chiến đấu. Các đơn vị chiến xa được huấn luyện để đảm bảo sự phối hợp với phần còn lại của quân đội trong một chiến dịch quân sự.

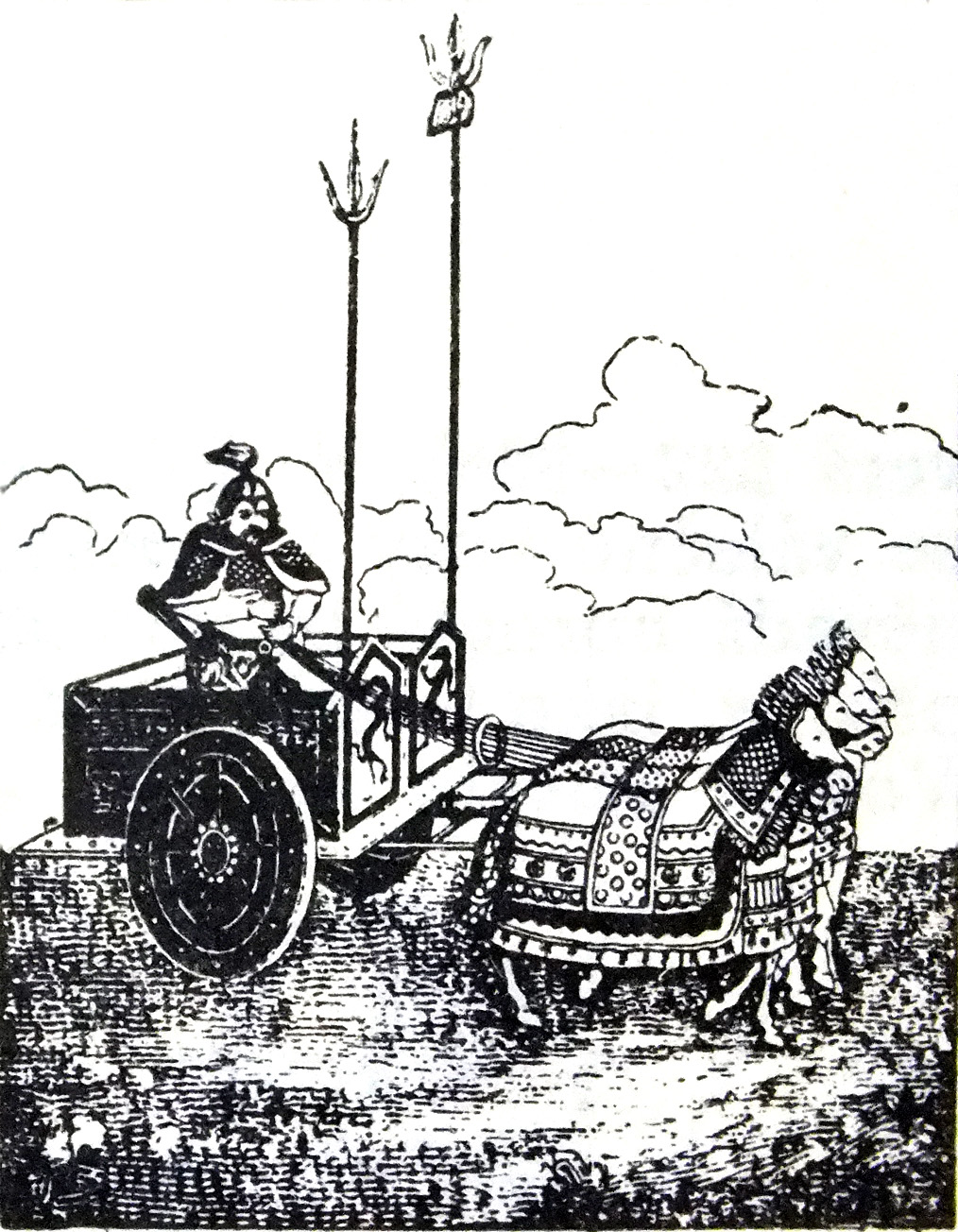
Tranh vẽ chiến xa đang chở một viên tướng Trung Quốc

Trong thời Tây Chu, chiến xa đã được triển khai trên các đồng bằng rộng lớn, nằm sát nhau trong một hàng. Bộ binh đi kèm sau đó sẽ được triển khai về phía trước cỗ xe, một đội hình rộng lớn ngăn cản kẻ thù có cơ hội tấn công gọng kìm. Khi hai bên đụng độ, nếu những cỗ xe vẫn ở trong đội hình nghiêm ngặt sẽ có cơ hội tốt để bao vây kẻ thù. Trong thời kỳ chiến tranh dùng chiến xa này, việc sử dụng chiến đấu theo đội có trật tự ở một mức độ nào đó đã xác định sự khác biệt giữa chiến thắng và thất bại, nếu không trận chiến sẽ phải dừng lại để củng cố đội hình. Trong hoạt động này lệnh thống nhất là quan trọng. Các tướng lĩnh cao cấp sẽ sử dụng trống và cờ để chỉ huy tiến quân và rút lui của đội quân, tăng tốc và điều chỉnh đội hình. Tuy nhiên, các hoạt động như vậy vốn đã rất chậm và tốc độ chiến đấu vì thế bị cản trở. Hơn nữa, bộ binh phải duy trì đội hình không có lợi cho những cuộc truy đuổi đường dài khi kẻ thù rút lui.
Một ví dụ điển hình về tầm quan trọng của các lực lượng có kỷ luật đã diễn ra trong thời kỳ nhà Chu lật đổ nhà Thương tại trận chiến quyết định ở Mục Dã năm 1046 TCN. Khi quân đội nhà Chu tiến lên, bộ binh và xe ngựa được lệnh dừng lại và tập hợp lại sau mỗi lần hành tiến sáu hoặc bảy bước để duy trì đội hình. Quân đội nhà Thương mặc dù có số lượng vượt trội, nhưng phần lớn bao gồm các đội quân bị cưỡng bức và mất tinh thần. Kết quả là, quân đội nhà Thương không thể tổ chức đội hình và bị đánh bại.
Khi thời Xuân Thu bắt đầu, chiến xa vẫn là "chìa khóa" để giành lấy chiến thắng. Trong trận Yển Lăng năm 575 TCN giữa nước Sở và Tấn, bản chất vô tổ chức của chiến xa và bộ binh của quân đội nước Sở đã dẫn đến thất bại của nước Sở. Cả đội hình và sự linh hoạt của chiến xa sau đó đã trải qua những phát triển lớn cùng với bộ binh, đặt vai trò lớn hơn nhiều trong chiến đấu. Quân lính đã không còn được triển khai về phía trước chiến xa mà thay vào đó là xung quanh tất cả bốn phía do đó làm tăng tính linh hoạt của chiến xa. Sự hình thành chiến thuật mới không còn để chiến xa thành một hàng; thay vào đó chúng được dàn trải để mang lại lợi thế về tác chiến chiều sâu. Theo chiến thuật này, chuyển động của chiến xa không còn bị cản trở nữa nên nó có thể chống lại các cuộc tấn công của kẻ thù cũng như là một phương tiện truy kích với tốc độ nhanh.

### Các trích dẫn
1. ↑  Hứa Thận, Thuyết văn giải tự
2. ↑  Yupian Chariot Section (车部)
3. ↑  Shiben· Zuo Pian (作篇)
4. ↑  Beckwith, 43
5. ↑  Ebrey, Patricia Buckley; Walthall, Anne; Palais, James B. (2006). East Asia: A Cultural, Social, and Political History. Boston: Houghton Mifflin Company. tr. 14. ISBN 978-0-618-13384-0.
6. ↑  Greg Woolf (2007). Ancient civilizations: the illustrated guide to belief, mythology, and art. Barnes & Noble. tr. 227. ISBN 978-1-4351-0121-0.
7. ↑  Shaughnessy, Edward L. (1988). “Historical Perspectives on The Introduction of The Chariot Into China”. Harvard Journal of Asiatic Studies. 48 (1): 189–237. JSTOR 2719276.
8. ↑  “Excavation of Zhou Dynasty Chariot Tombs Reveals More About Ancient Chinese Society”. People’s Daily Online. ngày 16 tháng 3 năm 2002. Truy cập ngày 10 tháng 10 năm 2010.
9. 1 2  Whiting, Marvin C. (2002). Imperial Chinese military history: 8000BC-1912AD. Lincoln: iUniverse, Inc. tr. 154–155. ISBN 978-0-595-22134-9.
10. 1 2  “Chariot and horse burials in ancient China”. Bản gốc lưu trữ ngày 3 tháng 2 năm 2013. Truy cập ngày 10 tháng 10 năm 2010.
11. ↑  Gernet, Jacques (1996). A History of Chinese Civilization. Cambridge University Press, 2nd edition 1996. ISBN 0-521-49781-7. p51
12. 1 2 3 4 5 6  “Fierce and effective weapons of Ancient China: Chariots and Chariot Warfare (中国古代战争的凶猛利器：古代战车及车战)” (bằng tiếng Trung). Bản gốc lưu trữ ngày 17 tháng 7 năm 2011. Truy cập ngày 6 tháng 10 năm 2010.
13. ↑  Beckwith, 53 (note: although Beckwith is making a general statement about war chariots in general, this also is explicitly tied to the Chinese war chariot elsewhere in the text)
14. ↑  “Weapons of the Warring States Period” (bằng tiếng Trung). Bản gốc lưu trữ ngày 7 tháng 7 năm 2011. Truy cập ngày 8 tháng 10 năm 2010.